# Rokytnice (Zlín)
Rokytnice é uma comuna checa localizada na região de Zlín, distrito de Zlín.